# Nebojša Simić
Nebojša Simić [⁠n⁠ɛ⁠b⁠ɔ⁠j⁠ʃ⁠a ⁠s⁠i⁠m⁠itɕ] (serbisch-kyrillisch Небојша Симић; * 19. Januar 1993 in Bar, Republik Montenegro, Bundesrepublik Jugoslawien) ist ein montenegrinischer Handballspieler. Der 1,94 m große Torwart spielt seit 2017 für den deutschen Bundesligisten MT Melsungen und steht zudem im Aufgebot der montenegrinischen Nationalmannschaft.

## Karriere

### Verein
Nebojša Simić lernte das Handballspielen beim RK Sedmerac Bar und beim RK Mornar Bar. Bei Sedmerac stand er bereits mit 14 Jahren im Tor in der zweiten montenegrinischen Liga. Zur Saison 2010/11 wechselte er zum RK Lovćen Cetinje, mit dem er 2012 die montenegrinische Meisterschaft sowie 2011 und 2012 den montenegrinischen Pokal gewann. Zudem kam er im Europapokal der Pokalsieger 2010/11 und 2011/12 zu je zwei Einsätzen. Bereits mit 19 Jahren verließ er seine Heimat und spielte fortan in Schweden. In der Saison 2012/13 stieg er mit H 43 Lund als Meister der zweiten schwedischen Liga, der Allsvenskan, in die Handbollsligan auf. Daraufhin nahm den Torwart der Erstligist HK Malmö unter Vertrag. Mit Malmö erreichte er zweimal die Play-off-Runde der Meisterschaft, wo er im Viertelfinale ausschied. Ab 2015 lief er für den IFK Kristianstad auf. Mit dem IFK gewann Simić 2016 und 2017 sowohl die Hauptrunde als auch die Play-off-Runde und wurde zweimal schwedischer Meister. In der EHF Champions League 2015/16 und 2016/17 kam er mit Kristianstad nicht über die Gruppenphase hinaus.

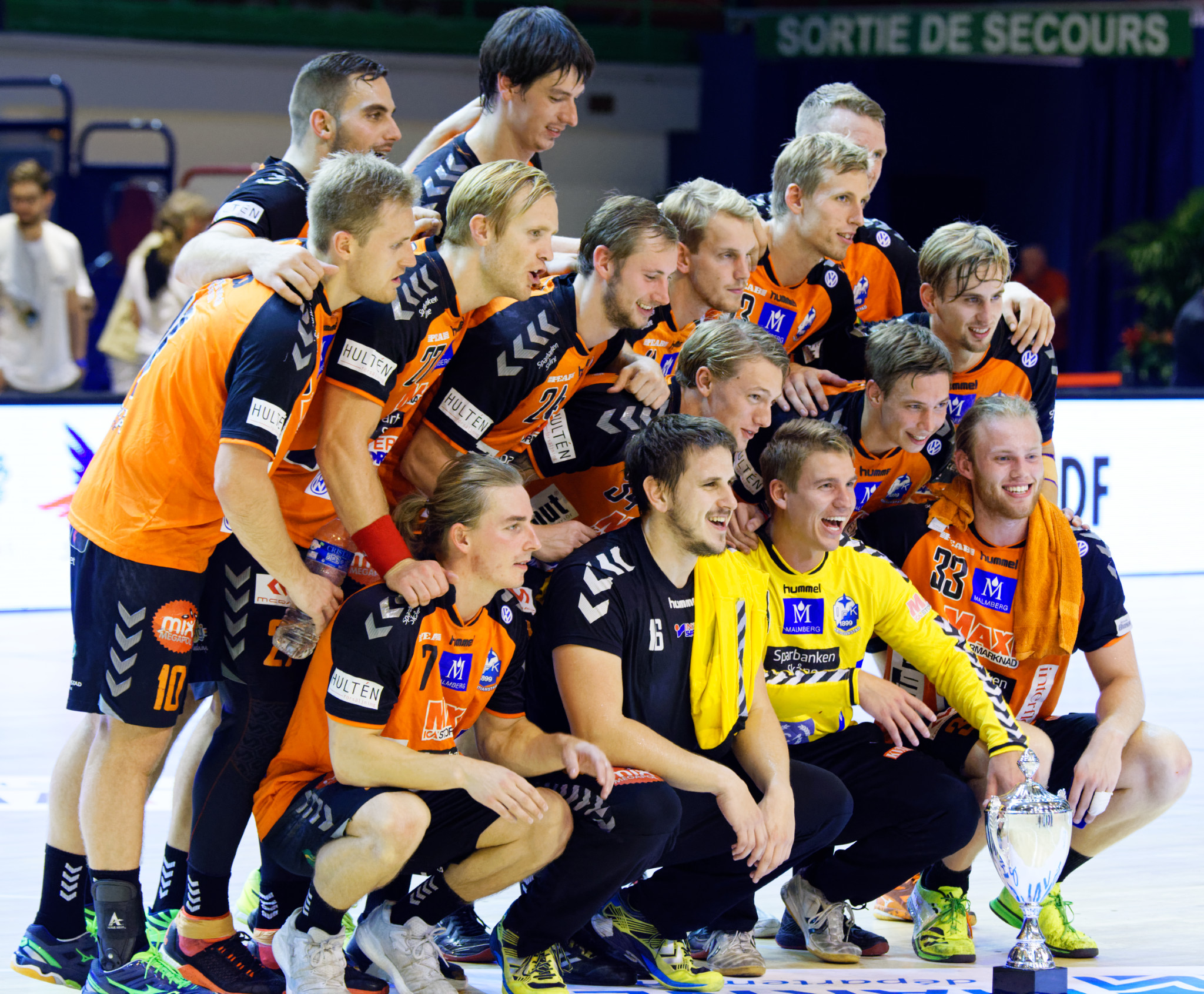
Nebojša Simić (vorne in schwarz) beim IFK Kristianstad (2016)

Seit der Spielzeit 2017/18 steht er beim deutschen Bundesligisten MT Melsungen unter Vertrag. Mit den Hessen erreichte er im DHB-Pokal 2019/20 das Finale, wo Melsungen dem TBV Lemgo Lippe unterlag.

### Nationalmannschaft
Mit der montenegrinischen Juniorennationalmannschaft belegte Simić den 7. Platz bei den U-19-European Open 2011 in Göteborg und wurde als bester Torwart in das All-Star-Team gewählt.
Für die montenegrinische Nationalmannschaft bestritt Simić 33 Länderspiele. Bei der Weltmeisterschaft 2013 spielte er sein erstes großes Turnier. Er stand im Aufgebot für die Europameisterschaften 2014, 2018, 2020 und 2022. Mit Montenegro belegte er den 14. Platz bei der Europameisterschaft 2024.

## Privates
Simić’ Vater Goran war ebenfalls als Handballtorwart aktiv. Sein jüngerer Bruder Božidar Simić spielt ebenfalls Handball und ist 2023 im Team der Nationalmannschaft bei der Weltmeisterschaft.